# ヘーゼル・プラマー
ヘーゼル・キャスリーン・プラマー（Hazel Kathleen Plummer、旧姓:ダウンズ（Downs）、1908年6月19日 - 2023年5月25日）は、アメリカ合衆国の長寿の女性（スーパーセンテナリアン）。また、マサチューセッツ州在住の最高齢者であった。

## 概要
1908年6月19日、アメリカ合衆国マサチューセッツ州サマービルにて、ハリー・ダウンズとマーガレット・ダウンズ（旧姓:アリソン）との間にヘーゼル・キャスリーン・ダウンズとして生まれた。ヘーゼルには1人の姉グレースと2人の兄エルマーとジョージがいたが、プラマーが生まれる前の1906年にジョージは1歳という若さで夭折している。2人は1935年に結婚し、少なくとも2人の子供、ロジャーとデイヴィッドをもうけた。
8年生の後、プラマーは裁縫師になるために紡績学校に通った。彼女はマサチューセッツ州ボストンのニューベリー通りにある高級デザイナーのもとで働くようになった。結婚後は夫が鉄鋼会社、デパートの子供売り場で働きながら子育てをした。一家は1957年にマサチューセッツ州リトルトンに移り、プラマーはそこで暮らしている。
2020年にファイザー社の新型コロナウイルスワクチンを接種した。尚、息子は接種した時点では84歳であり、存命中である。
2023年5月25日、114歳340日で死去。